# Tihomir Kundid
Tihomir Kundid (Varaždin, 2. veljače 1969.), hrvatski general, načelnik Glavnog stožera OS RH od 2024. godine, zapovjednik Hrvatske kopnene vojske od 2023. godine.
Sudionik je Domovinskog rata tijekom kojeg je kao hrvatski branitelj bio pripadnik 2. Gardijske brigade Gromova u kojoj je obnašao brojne zapovijedne dužnosti, među kojima i dužnost zapovjednika Oklopne bojne. U obranu se uključio već u prosincu 1990. godine, a godinu dana kasnije postao je pripadnik Specijalne policije.
Završio je Fakultet strojarstva, Ratnu školu "Ban Josip Jelačić" i Canadian Forces Language School u Kanadi. Od ožujka 2020. godine bio je zamjenik zapovjednika Hrvatske kopnene vojske, da bi od listopada 2023. godine postao zapovjednik.